# Wincenty Skrzypczak
Wincenty Skrzypczak (ur. 3 marca 1897 w Zakrzewie, zm. 25 sierpnia 1967 w Chwałkowie Kościelnym) – szeregowiec Wojska Polskiego, kawaler Orderu Virtuti Militari.

## Życiorys
Urodził się 3 marca 1897 w folwarku Zakrzewo, w rodzinie Tomasza, robotnika rolnego i Katarzyny z Michalaków. W latach 1907–1911 ukończył cztery klasy szkoły powszechnej w Książu. W 1911 wraz z rodziną przeprowadził się z Zakrzewa do majętności Książek pod Książem, gdzie wraz z ojcem został zatrudniony w charakterze robotnika rolnego.
Od 24 lipca 1916 do 24 grudnia 1918 służył w armii niemieckiej na froncie francuskim. 18 października 1918 pod Reims został ranny w głowę. Wziął udział w powstaniu wielkopolskim jako ochotnik z bronią w ręku. 31 grudnia 1918 brał udział w zdobywaniu miasta i garnizonu śremskiego z bronią. 3 stycznia 1919 wstąpił jako ochotnik do 2. kompanii śremskiej. Wziął udział w walkach pod Lesznem i w Kąkolewie, a także w Łomnicy. Następnie walczył w szeregach 1. kompanii 6 pułku strzelców wielkopolskich, który 7 stycznia 1920 został przemianowany na 60 pułk piechoty.
27 czerwca 1920 dowódca 1. kompanii podporucznik Boguchwał Kołodziejczak we wniosku na odznaczenie Orderem Virtuti Militari napisał:

Dnia 1 czerwca br. przy ataku na wioskę Słobode odznaczył się swoją odwagą i śmiałością szereg. Wincenty Skrzypczak. Na przedpolu komp 1-szej znajdował się ciężko ranny żołnierz z 61 p.p. Wp. Ów ranny leżał na 600 m przed komp. w krzyżowym ogniu karabinów nieprzyjacielskich. Szer. odważył się z własnej intencji w największym ogniu nieprzyjacielskim rannego, który miał prawą nogę przez nabój wybuchowy rozstrzaskaną do sanitariusza komp. 1 przywlec

. 
Wniosek został poparty przez dowódcę I batalionu porucznika Pawła Thomasa i dowódcę pułku podpułkownika Bernarda Śliwińskiego.
12 lipca 1921 został zwolniony z wojska. Wrócił do Książka, gdzie pracował w charakterze robotnika dominialnego na deputat. 11 września 1921 zawarł związek małżeński z Franciszką Wacławską. 21 czerwca 1931, po śmierci pierwszej żony, ożenił się ponownie z Agnieszką Kaźmierczak. Miał siedmioro dzieci: Franciszka (ur. 1923), Wincentego (ur. 1925), Stanisława (ur. 1927), Stefana (ur. 1929) i Teresę (ur. 1932), Rafała (ur. 1934) i Zofię (ur. 1937). Był członkiem Związku Rezerwistów w Książu. 25 maja 1933 w kwestionariuszu kawalera Orderu Virtuti Militari napisał: „z powodu niemożności wyżywienia siebie i rodziny przy nikłym zarobku 70 zł miesięcznie, wnosi prośbę o przyznanie względnie wskazanie jakiegokolwiek stanowiska, w którymkolwiek urzędzie państwowym”. Za pośrednictwem Biura Kapituły Orderu Virtuti Militari został zatrudniony przez Dyrekcję Okręgową Kolei Państwowych w Poznaniu, w charakterze pracownika czasowego, w Chwałkowie Kościelnym.
Zmarł 25 sierpnia 1967 w Chwałkowie i tam został pochowany na cmentarzu parafialnym.

## Ordery i odznaczenia
- Krzyż Srebrny Orderu Wojskowego Virtuti Militari nr 4296 – 19 maja 1921[16][17][18]
- Krzyż Walecznych – 28 kwietnia 1921[13][5]
- Wielkopolski Krzyż Powstańczy – 18 grudnia 1958[7]